# Clendenin
Clendenin is een plaats (town) in de Amerikaanse staat West Virginia, en valt bestuurlijk gezien onder Kanawha County.

## Demografie
Bij de volkstelling in 2000 werd het aantal inwoners vastgesteld op 1116. In 2006 is het aantal inwoners door het United States Census Bureau geschat op 1052, een daling van 64 (-5,7%).

## Geografie
Volgens het United States Census Bureau beslaat de plaats een oppervlakte van 3,6 km², waarvan 3,4 km² land en 0,2 km² water. Clendenin ligt op ongeveer 194 m boven zeeniveau.

## Plaatsen in de nabije omgeving
De onderstaande figuur toont nabijgelegen plaatsen in een straal van 28 km rond Clendenin.